# لين أليسون
لين أليسون (بالإنجليزية: Lyn Allison) (21 أكتوبر 1946) هي سياسية أسترالية، كانت عضوة في مجلس الشيوخ الأسترالي بين سنوات 1996 و 2008 ممثلة لولاية فيكتوريا. بالإضافة ترأسها حزب «الديمقراطيين الأستراليين» وآخر ممثليه في البرلمان.

## حياتها المبكرة
ولدت لين في 21 أكتوبر 1946 في ملبورن عاصمة ولاية فيكتوريا لأسرة من 3 إخوة (أخت وأخ)، غادرت مدينتها للدراسة حيث أرادت أن تصبح ممرضة أسنان. وعادت لتكمل دراستها الثانوية. بين سنوات 1964 و 1986 عملت كمديرة «لمؤسسة العمل والتنمية الاقتصادية»، ثم حصلت على باكالوريوس التعليم من جامعة ملبورن وأصبح مدرسة في مدرسة ثانوية تقع بضواحي ملبورن.

## حياتها الشخصية
تزوجت لين مبكرا في سن 21 سنة، وبعد 3 سنوات اضطرت لبيع منزلها الواقع في ضواحي ملبورن مقابل 11.000$، ثم تطلقت من زوجها. وتعيش الآن مع شريكها في بورت ملبورن ولها منه طفلان.
لين هي سيدة ملحدة حيث صرحت في لقاء إذاعي بث على هيئة الإذاعة الأمريكية في 2008 : «سنكون بأفضل لو عشنا حياتنا بدون أديان».

## حياتها السياسية
بين سنتي 1992 و 1994 كانت مستقلة وتشغل منصب «مستشارة» داخل حكومة ملبورن المحلية. وفي الانتخابات الفيديرالية الأستراليا 1990 ترشحت كمترشحة خضراء وحصلت على 1.7% من الأصوات. ثم انضمت إلى حزب الديمقراطيين وحصلت على الأغلبية في انتخابات داخلية لتمثيل الحزب في مجلس الشيوخ. ثم فازت بمقعد المجلس عن ولاية فيكتوريا في 1996 وأعيد انتخابها للمرة الثانية في انتخابات 2001.

## معرض الصور

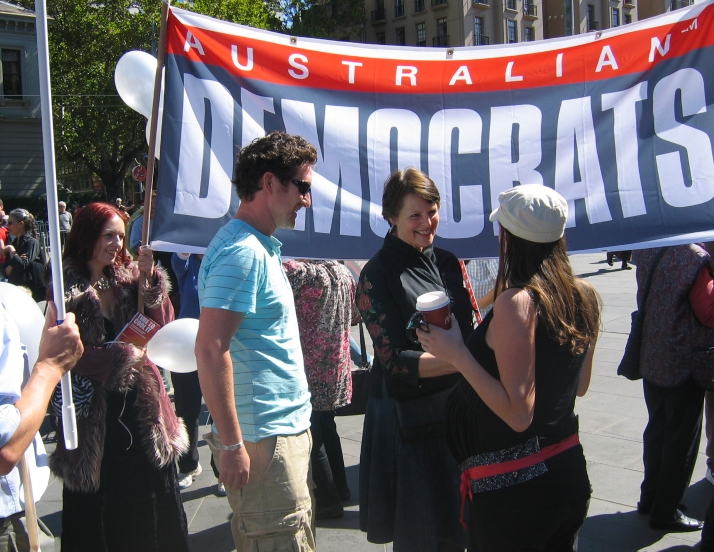
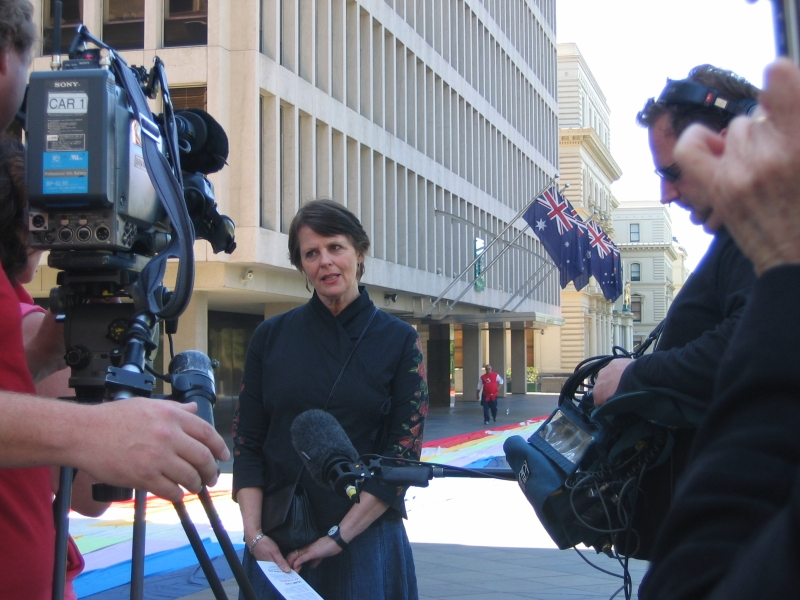
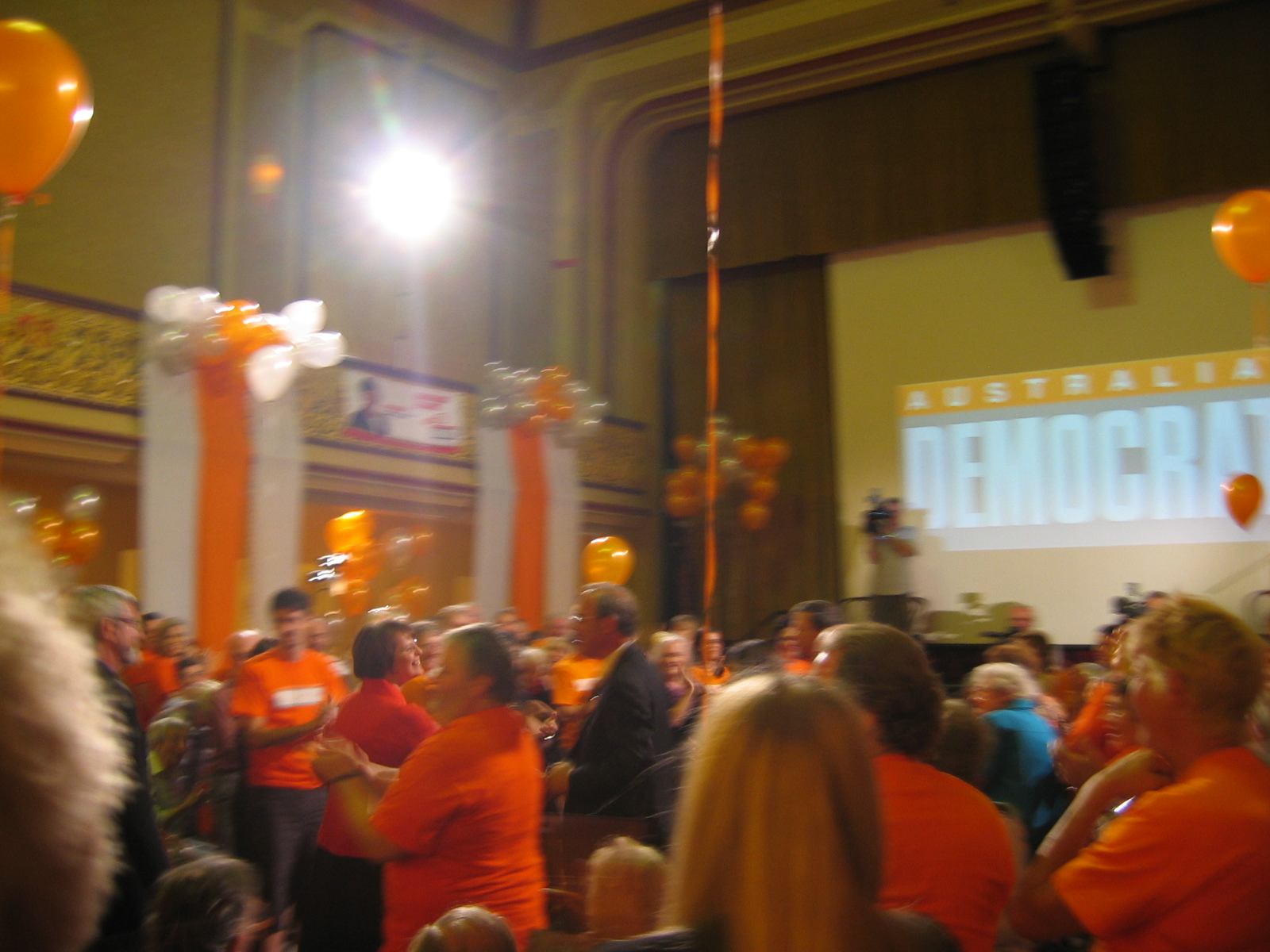
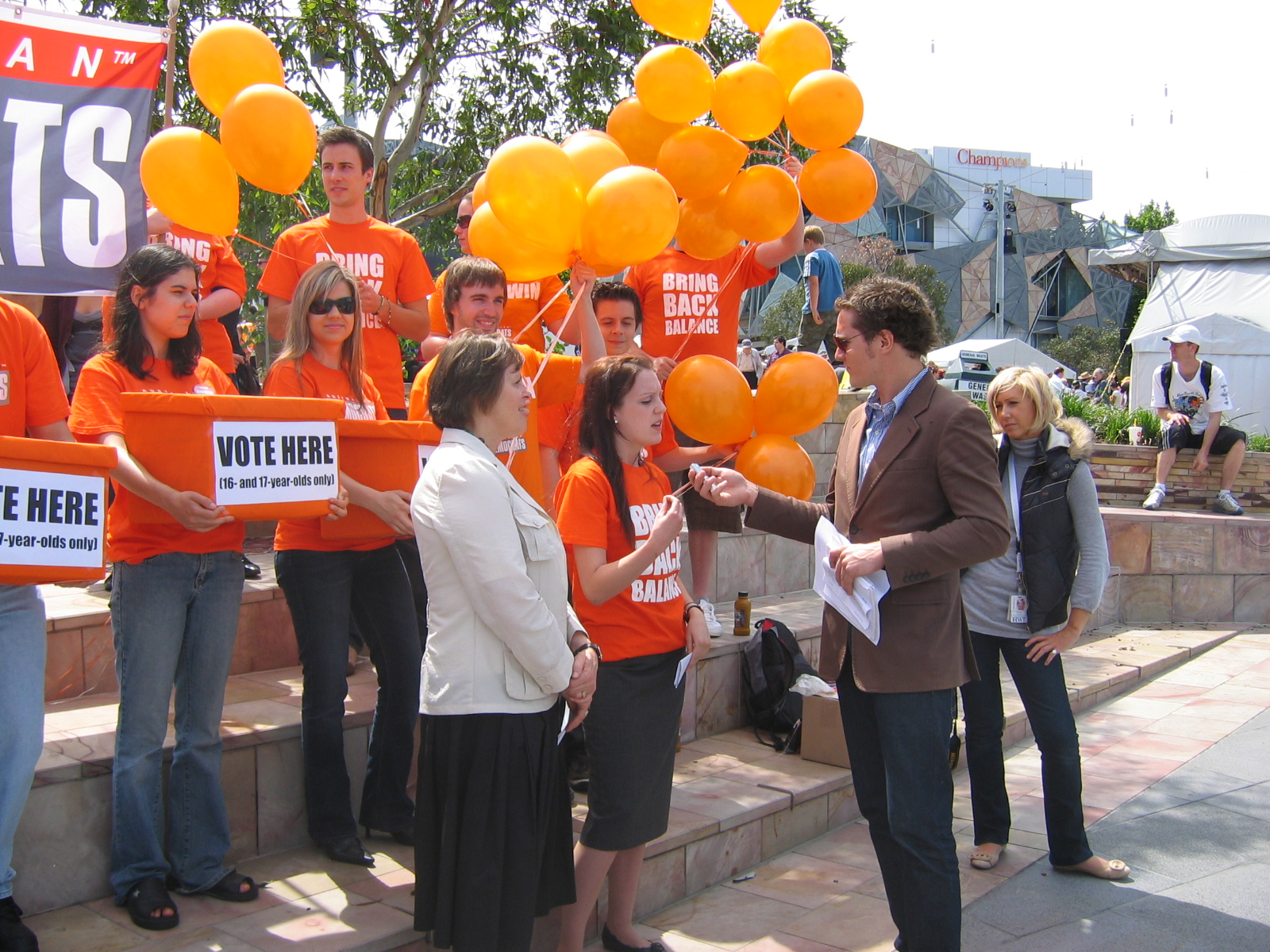